# 義大利佔領馬略卡島
義大利，對西班牙馬略卡島的佔領持續了整個西班牙內戰(1936年-1939年)。義大利干預內戰的目的是吞併巴利阿里群島和北非的休達，並在西班牙建立一個附庸國。義大利人試圖控制巴利阿里群島是因為群島的戰略地位，他們可以從中破壞法國與其北非殖民地以及英屬直布羅陀和馬耳他之間的交通線路。 義大利軍隊當時控制了馬略卡島，並公開在阿爾庫迪亞和帕爾馬的機場駐守，同時義大利軍艦也駐紮在帕爾馬港。

## 歷史
在義大利全面介入西班牙內戰之前，墨索里尼已授權“志願者”前往西班牙，導致法西斯黨領袖阿爾科諾瓦爾多·博納科西（也被稱為“羅西伯爵”）領導的一支部隊佔領了巴利阿里群島最大的島嶼馬略卡島。 他也被派往馬略卡島擔任義大利在巴利阿里群島的總領事，抵達後博納科西宣布義大利將永久佔領該島 並實施恐怖統治，處決了3,000名被指控為共產主義者的人，並槍殺所有監獄的犯人。 在馬略卡島戰役之後，博納科西將馬略卡島帕爾馬大街的主要街道重新命名為羅馬大道，並用羅馬鷹雕像裝飾它。博納科西後來因在馬略卡島的活動而受到意大利的獎勵。 Bonaccorsi was later rewarded by Italy for his activity in Majorca.
義大利軍隊從馬略卡島對西班牙大陸上共和政府控制的城市發動空襲。 最初，墨索里尼在1936年只授權一支薄弱的意大利轟炸機部隊駐紮在馬略卡島，以避免與英國和法國對抗。然而，英國和法國對義大利在該地區的戰略缺乏決心，促使墨索里尼在馬略卡島部署了另外12架轟炸機，其中包括他的兒子布魯諾·墨索里尼駕駛的一架飛機。 到1938年1月，墨索里尼將駐紮在巴利阿里群島的轟炸機數量增加了一倍，並增加了轟炸機對前往支持西班牙共和軍隊的航運的攻擊。法國認為，意大利轟炸機在島上機場的集結以及意大利對共和黨控制的港口和前往共和黨港口的航運增加的空襲是具有挑釁性的。
根據歷史學家曼努埃爾·阿奎萊拉的說法，1937年，絕望的共和黨政府通過荷西·查皮羅聯繫意大利外交官，就意大利的中立性進行談判，但沒成事。
佛朗哥在內戰中獲勝後，以及義大利入侵阿爾巴尼亞幾天后，墨索里尼於1939年4月11日或12日突然發布命令，從西班牙撤回所有義大利軍隊。墨索里尼發布這一命令是為了回應德國在1939年突然入侵捷克斯洛伐克的行動，其中墨索里尼因希特勒的迅速成功而變得更糟，並試圖為意大利在東歐進行類似的征服做好準備。